# Ернест Вільям Браун
Ернест Вільям Браун (англ. Ernest William Brown; 29 листопада 1866 — 22 липня 1938) — англо-американський астроном і математик, член Національної АН США (1923).

## Біографічні відомості
Народився в Галлі (Йоркшир, Англія). У 1887 році закінчив Крайст-коледж Кембриджського університету і працював там до 1891 року. Того ж року переїхав у США. У 1891–1907 роках працював у Геверфордському коледжі (з 1893 року — професор математики), упродовж 1907–1932 років — професор Єльського університету.

## Наукові здобутки
Основні наукові роботи відносяться до небесної механіки. Побудував нову аналітичну теорію руху Місяця, точнішу, ніж теорія П. А. Ганзена, і обчислив нові таблиці руху Місяця і інших тіл Сонячної системи (видані в 1919 році), що досі є одними з найдосконаліших. У 1914 році знайшов, що в рух Сонця, Венери і Меркурія входять ті ж варіації, що і в рух Місяця, але менші за величиною. Причина цих варіацій, на думку Брауна, полягає в нерівномірності осьового обертання Землі. Досліджував рух восьмого супутника Юпітера.
Президент Американського астрономічного товариства (1928–1931).
Премія Дж. К. Адамса Кембриджського університету (1907), медаль Кетрін Брюс Тихоокеанського астрономічного товариства (1920), медаль Дж. К. Вотсона Національної АН США (1937).
На його честь названо астероїд.